# Scott Ellis Race & Replica Engineering
Scott Ellis Race & Replica Engineering war ein britischer Hersteller von Automobilen.

## Unternehmensgeschichte
Scott Ellis gründete 1989 das Unternehmen in Wimborne Minster in der Grafschaft Dorset. Er begann mit der Produktion von Automobilen. Der Markenname lautete Scott Ellis Racing. Etwa 1993 endete die Produktion.
Es gab eine Verbindung zu Scott Ellis Racing, die zusammen mit Chevron Cars Limited Fahrzeuge fertigten und als Chevron vermarkteten.

## Fahrzeuge
Das einzige Modell war die Nachbildung des Ford GT 40. Es ähnelte dem Modell von KVA Cars. Fahrgestell und Karosserie des Coupés bestanden aus Aluminium. Jedes Fahrzeug wurde individuell nach Kundenwunsch gefertigt.